# 细星毛桤叶树
细星毛桤叶树（学名：Clethra monostachya var. minutistellata）为桤叶树科桤叶树属下的一个变种。

## 扩展阅读
- 維基物種上的相關：细星毛桤叶树